# Escuela fenética
No confundir "métodos fenéticos de análisis filogenético" con "escuela fenética".
En biología sistemática la fenética, autora de los métodos de construcción de fenogramas llamados en conjunto taxonomía numérica, es una escuela de taxonomía cuya finalidad es la clasificación de los organismos basándose en su similitud, generalmente en su morfología, o en cualidades observables, sin tomar en cuenta hipótesis previas sobre su filogenia, como hipótesis a priori acerca de qué caracteres serán homologías u homoplasias al construir el fenograma.
La fenética como escuela no tiene más seguidores entre los taxónomos. Sin embargo, se siguen utilizando sus métodos numéricos y actualizaciones posteriores de los mismos, la diferencia es que se utilizan como ayuda para determinar el árbol filogenético.

## Historia y metodología
La taxonomía numérica es una escuela de clasificación surgida como reacción a la creencia de la época (fines de los '50 y principios de los '60) de que se podía determinar con precisión la filogenia de los organismos. Según sus fundadores, especialmente Sokal y Sneath en un libro de 1963 considerado fundador, la sistemática debe estar exenta de toda teoría previa.
Según esta escuela, todo lo que conocemos y podemos esperar conocer es la similitud morfológica, el resto son hipótesis previas sujetas a la subjetividad de cada investigador. Consecuentemente, los organismos son agrupados sobre la base de su similitud global (overall similarity); se clasifican en el mismo grupo los organismos que tengan la mayor cantidad de caracteres en común, los que son más parecidos, sin hacer una apreciación de la validez de los caracteres para conocer la filogenia, ni del peso que debería tener cada carácter en el análisis. La fenética tiene en cuenta la mayor cantidad de caracteres disponibles, cualquiera que sea su naturaleza, y les da a todos los caracteres el mismo peso en el análisis. Dado que el número de especies y de caracteres a estudiar puede ser muy elevado, es imprescindible la ayuda de programas informáticos específicos, y por lo tanto el uso de computadoras (de difícil acceso en esa época). El resultado es un agrupamiento jerárquico de los organismos que puede ser dibujado en forma de fenograma, en que se establecen las relaciones de similitud (o disimilitud) entre los organismos estudiados.
En uno de los métodos numéricos más típicos desarrollados dentro de esta escuela, en el fenograma se expresan distancias; 0 representan las especies que no tienen ningún carácter en común y 1.000 aquellas con todos sus caracteres iguales. La categoría taxonómica podía decidirse sobre la base de las distancias; se puede convenir que, por ejemplo, 900 represente el nivel de subgénero, 800 el de género, 600 el de tribu, etc.
Los objetos de estudio (los taxones terminales) pueden ser especies, géneros o cualquier otra categoría taxonómica y reciben el nombre de UTO (unidades taxonómicas operacionales) (en inglés, OTU, operational taxonomic units).

## Objeciones a la fenética
La fenética ha sido criticada desde muchos puntos de vista. La crítica principal es que la estabilidad de las clasificaciones tampoco se consigue mediante los métodos fenéticos, ya que la elección de los caracteres a ingresar en el análisis es una operación subjetiva (la decisión de "a qué se llama carácter", un mismo carácter puede ser subdividido en caracteres más pequeños, o agrupado, o estar delimitado de forma diferente, o sus estados delimitarse de diferentes formas, o descartado por no corresponderse con los genes, etc.); además si se agregan caracteres de nuevas líneas de evidencia se debe realizar el análisis computacional de nuevo resultando en un fenograma diferente muy probablemente dando como resultado una clasificación diferente.
Si bien los métodos numéricos se siguen utilizando, la fenética como método de clasificación es poco utilizada en la actualidad. Puede ser útil como primera aproximación en el estudio de organismos poco conocidos como bacterias o virus para los cuales no se dispone de suficientes caracteres polarizados para aplicar los métodos que hacen uso de apomorfías, como los utilizados en la escuela cladista y la evolucionista.